# Miroir magique
Pour les articles homonymes, voir Le Miroir magique (homonymie).

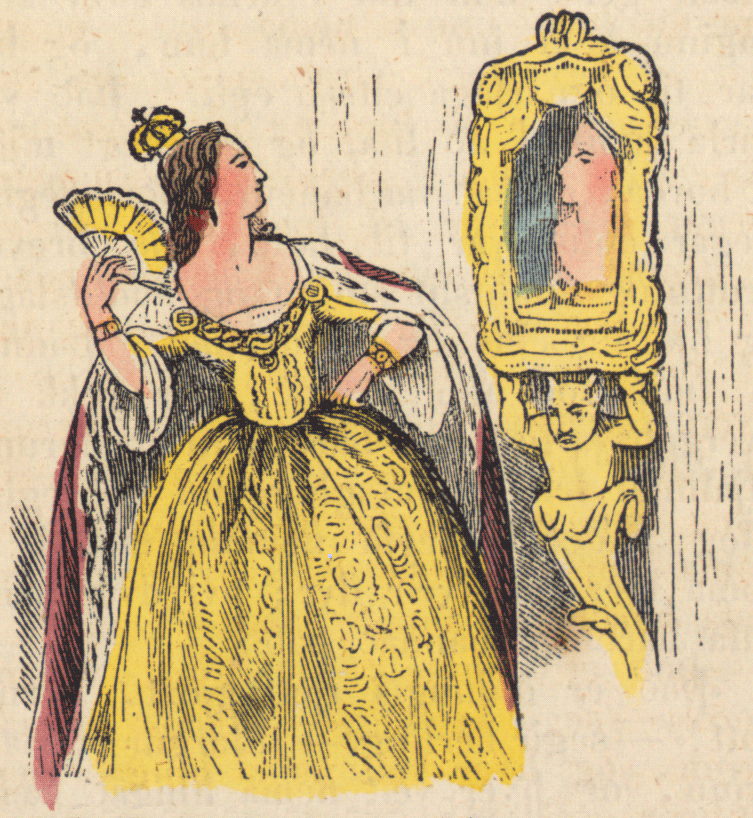
Le miroir magique de Blanche-Neige, illustration d'un recueil islandais de 1852.

Le miroir magique est un miroir appartenant à l'univers du merveilleux. Il est tour à tour doué de parole, capable de révéler par l'image des vérités invisibles ou les souhaits les plus profonds.

## Histoire
Les « miroirs magiques » remontent au moins au Ve siècle apr. J.-C., en Chine. Un « miroir magique » était un miroir sur lequel étaient coulés en bronze des dessins, des caractères d'écriture, ou les deux. La face réfléchissante était convexe et faite de bronze poli et brillant pour servir de miroir. Dans la plupart des conditions d'éclairage, quand il était tenu en main, il se comportait comme un miroir parfaitement ordinaire. Pourtant, lorsqu'on le tenait en plein soleil, sa surface réfléchissante semblait devenir « transparente », et on pouvait examiner dans la réflexion projetée sur un mur les caractères ou les images qu'il portait au dos.

## Littérature

### Blanche-Neige
Dans Blanche-Neige des frères Grimm, il appartient à la reine, la marâtre de l'héroïne. Il répond à sa maîtresse lorsqu'elle lui demande si elle est la plus belle.  Incapable de mentir, il est le symbole de la Vérité. C'est ainsi qu'il lui apprend que Blanche-Neige la surpasse en beauté, et qu'elle n'est pas morte contrairement aux ordres qu'elle a passés.
« (La reine) possédait un miroir magique, don d’une fée, qui répondait à toutes les questions. Chaque matin, tandis que la reine se coiffait, elle lui demandait :– Miroir, miroir en bois d’ébène, dis-moi, dis-moi que je suis la plus belle.Et, invariablement, le miroir répondait :– En cherchant à la ronde, dans tout le vaste monde, on ne trouve pas plus belle que toi. »
« La reine croyait être de nouveau la plus belle femme du monde. Un jour, elle voulut se le faire confirmer par son miroir. Le miroir répondit :– Reine, tu étais la plus belle, mais Blanche neige au pays des sept nains, au-delà des monts, bien loin, est aujourd’hui une merveille.La reine savait que son miroir ne mentait pas. Furieuse, elle comprit que le garde l’avait trompée et que Blanche neige vivait encore. »

### La Belle et la Bête
Dans La Belle et la Bête de Jeanne-Marie Leprince de Beaumont, il révèle des visions de personne :
« Quelle fut sa surprise, en jetant les yeux sur un grand miroir, d’y voir sa maison où son père arrivait avec un visage extrêmement triste… »

### Princesse Kaguya
Dans La Légende de la Princesse Kaguya, la Princesse Kaguya, fille du roi du peuple de la Lune, donne à son époux terrestre un miroir dans lequel il pourra la contempler.

### Harry Potter
Dans les aventures de Harry Potter, le miroir magique s'appelle « miroir du Riséd », c'est-à-dire Désir en lettres inversées. Il permet non pas de voir le reflet, mais les souhaits les plus profonds.

## Cinéma

### Peau d'Âne
Dans le film Peau d'Âne réalisé en 1970 par Jacques Demy, le miroir de la princesse lui révèle à distance la réaction de son père après sa fuite. Il fait référence au miroir magique de La Belle et la Bête, capable de révéler par l'image des vérités lointaines.

### Shrek
Dans Shrek, film d'animation brocardant les contes de fée traditionnels et leur traitement dans les films d'animation Disney, le miroir magique est à la fois doué de parole et capable par l'image de révéler des vérités lointaines.
Lord Farquaad, en quête d'une princesse à épouser, condition nécessaire pour qu'il devienne roi, interroge le miroir magique que lui rapportent ses hommes de main. Ces derniers le tirent d'un sac épais, laissant à penser qu'il a été enlevé. Le miroir est censé aider Lord Farquaad dans sa démarche, mais son incapacité à mentir du début est prise pour de l'impertinence et sa franchise est bien vite infléchie par la menace d'un garde, qui brise devant lui un petit miroir dans un geste d'intimidation. Le miroir magique se met alors à répondre « prudemment » pour sauver sa vie.
Il parle avec une voix d'homme et son expression est personnifiée par l'image d'un masque blanc qui apparaît dans son reflet. L'image du masque disparaît dans un second temps, reste la voix qui se transforme en voix-off de l'émission Tournez manège. Apparaissent alors dans le reflet les trois princesses candidates au mariage, qualifiées de « Catherinettes » : Cendrillon, Blanche-Neige et Fiona. Lorsque Lord Farquaad, indécis et influencé par ses hommes de main, jette finalement son dévolu sur Fiona, le miroir magique tente de le mettre en garde contre un évènement qui se produit à la nuit tombée, mais Lord Farquaad, dans son impatience, ne lui en laisse pas le temps.